# Adelebsen
Adelebsen là một đô thị thuộc the huyện Göttingen, trong bang Niedersachsen, Đức. Đô thị này có diện tích 75,85 km².
Đô thị này gồm các khu vực dân cư: Adelebsen, Barterode, Eberhausen, Erbsen, Güntersen, Lödingsen và Wibbecke.
Ernst Gräfenberg, một bác sĩ thời Trung cổ, đã sinh ra ở đây.

## Kết nghĩa
- Wieluń, Ba Lan